# 姫野組
株式会社姫野組（ひめのぐみ）は、徳島県徳島市に本社を置く建設会社。

## 沿革
- 1882年 - 姫野儀蔵により名西郡石井町で創業。
- 1939年 - 合資会社に改組。
- 1953年 - 株式会社に改組。
- 1975年 - パナホーム（現・パナソニック ホームズ）代理店契約を締結・住宅事業部を開設。

## 事業所
- 住宅&リフォームセンター 
  - 〒770-0053 徳島県徳島市南島田町2丁目72-2
- 関西支店 
  - 〒651-0085 兵庫県神戸市中央区八幡通3丁目2番5号 I・N東洋ビル304号
- 東部地区事務所 
  - 〒779-3117 徳島県徳島市国府町日開67番地

## 加盟団体
- 徳島県建設業協会
- 日本下水道管渠推進技術協会